# Hrvatska molitva
Hrvatska molitva pjesma je hrvatskog pjesnika, književnika i povjesničara Mate Marčinka, objavljena pod pseudonimom Matko Maronić koncem 1971. godine u časopisu Vjesnik sv. Nikole Tavelića  (115 stihova). Ona je razlog zbog kojeg su se Marčinko i urednik Vjesnika sv. Nikole Tavelića, dr. fra  Mate Jeronim Šetka našli na udaru jugoslavenskoga represivnog sustava.

Hrvatska molitva
(izvadak)
Hrvatska, ti si naš grih i naše posrtanje;
Hrvatska, ti nas od sebe tiraš i sve nas je manje;
Hrvatska, ti grabljivcima prepuštaš imanje;
Hrvatska, ti šutiš iako svoje bidno vidiš stanje;
Hrvatska, ti odveć se uzdaš u uljudbu i znanje;
Hrvatska, ti blaga kao janje, ne vidiš klanje;
Hrvatska, ti svitlo danje, gubiš pouzdanje.
O pritužna, nad zamućenim ogledalom gonetaš postojanje.
Hrvatska, ti si naš dah i naš si vid;
Hrvatska, valovi i sol nagrizaju tvoju hrid;
Hrvatska, zbog tebe nas višaju i stavljaju pred zid;
Hrvatska, za neke samo spomen blid;
Hrvatska, neprekinutih pokoljenja slid;
Hrvatska, koju tiraju na brid,
Hrvatska, od koje sam sid, nije ih stid, a nisam još did,
…………………………………
Prosvitli skrbnike koji su toliko zabrinuti za nas,
kao što smo nekad znali živiti sami možemo i danas.
…………………………………
Među tolikim narodima zar jedini moramo neznani se kriti,
priviše skromni smo bili, ne želimo umrit od stida.
…………………………………
Ispaćeno srce samo za jednim žudi:
slobodu hoćemo u društvu slobodnih ljudi. 